# ARE YOU READY? (斉藤和義のアルバム)
『ARE YOU READY?』（アー・ユー・レディー）は、斉藤和義の通算14枚目のスタジオ・アルバム。2010年10月27日発売。発売元はSPEEDSTAR RECORDS。規格品番：VICL-63677（別冊「和とロック」封入初回盤はVICL-63676）。

## 概要
前オリジナル・アルバム『月が昇れば』からおよそ1年のブランクを経て発売された。
前作の発売後にリリースされた通算36枚目のシングル『ずっと好きだった』から、「ずっと好きだった」（2010/04/21発売）、また前作以前に発売されたが前作には未収録だった「黒塗りのセダン」のアルバム・バージョンが収録された。
収録曲のうち「ずっと好きだった」は資生堂のCMソング、「Stick to fun! Tonight!」は江崎グリコポッキーチョコレートスペースシャワーTVバージョンCFソング「Small Stone」はリコー「CX4」CMソングに起用された。
初回生産盤のみ、歌詞ブックレットとは別の写真集「和とロック」」が封入され、紙ケース入り。また、先着購入特典として全5色のスペシャルポスターが本アルバム購入時に手に入る。

## 収録曲
| 全作詞・作曲・編曲: 斉藤和義（※特記以外）。 |                                                                               |                       |                       |      |
| #                                           | タイトル                                                                      | 作詞                  | 作曲・編曲            | 時間 |
| 1.                                          | 「Are you ready?」                                                            | 斉藤和義（※特記以外） | 斉藤和義（※特記以外） | 4:45 |
| 2.                                          | 「罪な奴」                                                                    | 斉藤和義（※特記以外） | 斉藤和義（※特記以外） | 3:01 |
| 3.                                          | 「ずっと好きだった」                                                          | 斉藤和義（※特記以外） | 斉藤和義（※特記以外） | 4:05 |
| 4.                                          | 「Stick to fun! Tonight!」                                                    | 斉藤和義（※特記以外） | 斉藤和義（※特記以外） | 3:09 |
| 5.                                          | 「Small Stone」                                                               | 斉藤和義（※特記以外） | 斉藤和義（※特記以外） | 6:05 |
| 6.                                          | 「表参道」                                                                    | 斉藤和義（※特記以外） | 斉藤和義（※特記以外） | 5:10 |
| 7.                                          | 「名前を呼んで」                                                              | 斉藤和義（※特記以外） | 斉藤和義（※特記以外） | 5:30 |
| 8.                                          | 「いたいけな秋 featuring Bose (スチャダラパー)」(※作詞・作曲: 斉藤和義・Bose) | 斉藤和義（※特記以外） | 斉藤和義（※特記以外） | 7:48 |
| 9.                                          | 「黒塗りのセダン (Album version)」(※編曲: 中村達也・秋田ゴールドマン)         | 斉藤和義（※特記以外） | 斉藤和義（※特記以外） | 3:49 |
| 10.                                         | 「Don't cry baby」                                                            | 斉藤和義（※特記以外） | 斉藤和義（※特記以外） | 2:51 |
| 合計時間:                                   | 合計時間:                                                                     | 46:13                 |                       |      |

### 解説
1. Are you ready?
  - ドラムは玉田豊夢。
2. 罪な奴
  - リリー・フランキー、大森南朋、妻夫木聡、真島昌利 (ザ・クロマニヨンズ) がコーラスに参加。同じく、ドラムは玉田豊夢。
3. ずっと好きだった
4. Stick to fun! Tonight!
  - ドラムは玉田豊夢。
5. Small Stone
  - ドラムは玉田豊夢。
6. 表参道
7. 名前を呼んで
8. いたいけな秋 featuring Bose (スチャダラパー)
  - 斉藤が音楽を担当した映画「ゴールデンスランバー」のサウンドトラックに収録された「作戦のテーマ」に歌詞とラップを付けた曲。
  - スチャダラパーのBoseがラップで参加。ドラムは森信行 (元・くるり)、ベースは隅倉弘至 (元・初恋の嵐)、シンセサイザー・オルガンはエマーソン北村。
9. 黒塗りのセダン (Album version)
  - ドラムは中村達也 (元・BLANKEY JET CITY)、ベースはSOIL&"PIMP"SESSIONSの秋田ゴールドマン。サックスはGAMO (東京スカパラダイスオーケストラ)。
10. Don't cry baby
  - 濱田岳と小泉深雪がコーラスに参加。ドラム・エレキギターは河村"カースケ"智康、サックスは谷中敦・GAMO (東京スカパラダイスオーケストラ)。